# ديوك كالهون
ديوك كالهون (بالإنجليزية: Duke Calhoun)‏ هو لاعب كرة قدم أمريكية أمريكي، ولد في 1 سبتمبر 1987 في ممفيس في الولايات المتحدة.

## وصلات خارجية
- ديوك كالهون على موقع مرجع كرة القدم المحترفة.كوم (الإنجليزية)